# Vaquería, Alto Lucero de Gutiérrez Barrios
Vaquería är en ort i Mexiko.   Den ligger i kommunen Alto Lucero de Gutiérrez Barrios och delstaten Veracruz, i den sydöstra delen av landet, 260 km öster om huvudstaden Mexico City. Vaquería ligger 849 meter över havet och antalet invånare är 334.
Terrängen runt Vaquería är huvudsakligen kuperad, men västerut är den bergig. Runt Vaquería är det ganska glesbefolkat, med 48 invånare per kvadratkilometer. Närmaste större samhälle är Plan de las Hayas, 3,5 km väster om Vaquería. I omgivningarna runt Vaquería växer huvudsakligen savannskog.